# Centaurea wallichiana
Centaurea wallichiana — вид квіткових рослин родини айстрових (Asteraceae). Ареал: Непал.